# 元享
もしかして
- 元亨

ではありませんか？